# Fariha al-Berkawi
Fariha al-Berkawi là một chính trị gia Libya đã bị ám sát vào ngày 17 tháng 7 năm 2014.

## Sự nghiệp
Berkawi đã từng là đại diện cho quận Derna trong Đại hội toàn quốc. Bà là thành viên của Liên minh các lực lượng quốc gia không theo đạo Hồi và là thành viên của ủy ban ngân sách.

## Qua đời
Berkawi đã bị một tay súng bắn vào ngày 17 tháng 7 năm 2014 tại một trạm xăng ở Derna, ba tuần sau vụ ám sát Salwa Bughaighis. Berkawi đã lên án mạnh mẽ cái chết của Bughaighis.

## Cuộc sống cá nhân
Berkawi đã kết hôn. Chồng bà là một tù nhân chính trị lâu năm dưới thời Muammar Gaddafi.